# Joaquín José Morón Hidalgo
Joaquín José Morón Hidalgo (Boconó, 16 de agosto de 1942 − Acarigua, 30 de octubre de 2013) fue un
obispo católico venezolano, que fue el I Obispo de la Diócesis de Valle de la Pascua entre 1992 y 2002, y el I Obispo de la Diócesis de Acarigua-Araure entre 2002 hasta su fallecimiento en 2013.

## Vida
Morón Hidalgo nació el 16 de agosto de 1942 en Boconó, estado de Trujillo, Venezuela.

## Episcopado

### Obispo de Valle de la Pascua
El 25 de julio de 1992, el Papa Juan Pablo II lo nombró I Obispo de la Diócesis de Valle de la Pascua.
Recibió la Ordenación Episcopal el 7 de octubre.

### Obispo de Acarigua-Araure
El 27 de diciembre de 2002, el Papa Juan Pablo II lo nombró I Obispo de la Diócesis de Acarigua-Araure.

## Fallecimient
Falleció el 30 de octubre de 2013, siendo Obispo de Acarigua-Araure.